# Иржи Брабенец
Иржи Брабенец (на чешки: Jiří Brabenec) е чешки чехословашки инженер, журналист и писател на произведения в жанр драма, криминален роман, исторически роман, научна фантастика, пътепис и документалистика. Пише и под псевдонима Ерик Крафт (Eric Kraft).

## Биография и творчество
Иржи Брабенец е роден на 25 май 1911 г. в Нимбурк, Австро-Унгария (Бохемия, Чехия). През 1931 г. завършва Индустриалното инженерно училище в Кладно. В продължение на 2 години учи журналистика в Свободното училище за политически науки в Прага.
В следващите години работи на широк спектър от работни места, вариращи от ключар и моряк, тестов моторист на мотоциклети „Ява“, до журналист, предимно технически редактор.
След края на Втората световна война работи като редактор във всекидневника „Млада фронта“ и после (1951 – 1971) във всекидневника „Lidová demokcie“, откъдето накрая се пенсионира. По време на Пражката пролет публикува статии, които хвърлят светлина в делото и убийството на католическия смещеник Йозеф Туфар от службата за държавна сигурност на Чехословакия през 1950 г. В резултат от отзвука от статиите започва наказателно производство срещу извършителите, което е прекъснато поради Интервенцията на ОВД в Чехословакия.
Първият му роман „Syn bratra poslance“ е издаден през 1943 г.
Пише съвременни романи, криминални истории, исторически романи, журналистически книги и пет научнофантастични романа, три от които в сътрудничество с писателя Зденек Весели.
През 1971 г. романът му „Pozlacené mríze“ (Позлатените решетки) е екранизиран във филма „Svedectví mrtvých ocí“ (Свидетелство от мъртвите очи) с участието на актьорите Славка Будинова, Иржи Адамира и Владимир Смерал.
През 1961 г. с приятели, вкл. писателя Зденек Весели, пътуват с малки мотоциклети до Близкия изток, където те са първите мотоциклетисти, които пресичат Синайската пустиня. Пътуването си описва в книгите „Ohnivou pouští Sinaj“ (През огнената пустиня до Синай) и „Svědek ze Sínaje“ (Свидетел от Синая).
Иржи Брабенец умира на 19 юни 1983 г. в Прага.

## Произведения
- Syn bratra poslance (1943)
- Tisíc a jedno procento (1945)
- Snadný případ (1948)
- Řeka osudu (1957)
- Ochránce městských bran (1959) – исторически роман за Албрехт Рендл
- Tajemství černé rokle (1960)
Тайната на Черната клисура, изд.: „Народна младеж“, София (1962), прев. Мария Радева
- Dobrodružství v Eridanu (1961) – със Зденек Весели
- Zločin v duhovém zálivu (1966) – със Зденек Весели
- Svědek ze Sinaje (1967)
- Pozlacené mříže (1969)
- Příliš mnoho dvojníků (1971) – със Зденек Весели

### Серия „Детектив Реймънд Тар“ (Detektiv Raymond Tarr) – като Ерик Крафт
1. Záhada purpurového leknínu (1969)
2. Ještě jednu sklenku, pane (1971)
3. Tržní ceny krasavic (1992)

### Документалистика
- Po stopách starých pověstí českých (1959)
- ČSSR v kostce. Včera a dnes, doma av cizině (1960) – със Зденек Весели и Мариан Вендт
- Ohnivou pouští Sinaj (1964)
- Svědek ze Sínaje (1967)
- Stopa vede do Benátek (1968) – пътепис

### Екранизации
- 1971 Svedectví mrtvých ocí – по романа „Pozlacené mríze“